# Linda Osifo
Linda Adesuwa Osifo, (Edo, 27 de julho de 1991) mais conhecida como Linda Osifo, é uma atriz e apresentadora de televisão nigeriana. Ela foi vice-campeã do Miss Nigeria Entertainment Canada de 2011 e segunda vice-campeã do concurso de beleza Miss AfriCanada de 2011. Em 2015, Linda foi indicada ao prêmio ELOY por seu papel na série de TV de sucesso: Desperate Housewives Africa da Ebonylife TV – Uma adaptação da franquia do ABC Studio 'Desperate Housewives'.

## Início da vida
Linda nasceu em 27 de julho de 1991, na Cidade do Benim, Edo, na Nigéria. Ela cresceu com sua avó e se mudou para o Canadá aos 16 anos, mas passou a maior parte de sua vida adulta em Toronto, Ontário, no Canadá, antes de se mudar para Lagos, Nigéria, para seguir sua carreira de atriz. Ela é a primeira filha e filha do meio da família. Depois de se formar na St Thomas Aquinas High School, ela obteve seu diploma de bacharel em psicologia pela Universidade Iorque em Toronto, Canadá, em 2013.

## Carreira
Ela estreou como atriz em 2012, quando estrelou em Family Secrets, em Nova Jérsei, Estados Unidos, dirigido por Ikechukwu Onyeka. Ao retornar à Nigéria no final de 2013, ela estrelou seu primeiro filme de Nollywood, 'King Akubueze', dirigido por Nonso Emekewe. Ela apareceu na popular novela nigeriana Tinsel como 'Nina Fire'. Em 2017, Linda desempenhou o papel de Adesuwa Dakolo na série dramática spin-off da EbonyLife, 'Fifty' e na série de televisão 'Jemeji' da Africa Magic, interpretando o papel de Noweyhon. Osifo está atualmente co-apresentando o game show "Give 'n' Take National Jackpot" ao lado de Segun Arinze.
Durante o 12º Headies Award, ela apresentou ao lado de Sina Peller o prêmio de 'Melhor Performance Vocal (Masculina)' que foi ganho pelo artista Praiz e o prêmio de 'Melhor Performance Vocal (Feminino)' que foi ganho por Omawumi. Em junho de 2018, ela se envolveu na campanha 'Make it Red' da Campari, fazendo parte do elenco do anúncio ao lado do ex-colega de casa do Big Brother Nigéria, Tobi Bakre, e do artista 2baba.

## Filmografia

### Filme
| Ano  | Título              | Papel        | Notas                                | Ref.          |
| ---- | ------------------- | ------------ | ------------------------------------ | ------------- |
| 2015 | Tinsel              | Nina Fire    |                                      | [ 11 ]        |
| 2017 | Hidden Truth        | Linda        | Dirigido por Nwaogburu Nelson Jombo  | [ 17 ]        |
| 2019 | Merry Men 2         | Chefe Omole  | Dirigido por Moses Inwang            | [ 18 ] [ 19 ] |
| 2019 | Life As It Is       | —            |                                      | [ 20 ]        |
| 2019 | AMCOP: swivel       | —            | Dirigido por Paul Iheanyichukwu Igwe | [ 21 ]        |
| 2020 | Son of Mercy        | —            | Dirigido por Amen Imasuen            | [ 22 ] [ 23 ] |
| 2020 | Lemonade            | —            | Dirigido por Lummie Edevbie          | [ 24 ]        |
| 2020 | Last Request        | Abiola Coker |                                      | [ 25 ]        |
| 2020 | Unroyal             | —            | Dirigido por Moses Inwang            | [ 25 ]        |
| 2020 | Heart of Two Halves | —            | Dirigido por Tissy Nnachi            | [ 25 ]        |
| 2021 | Tanwa Savage        | —            |                                      | [ 26 ]        |
| 2021 | A Naija Christmas   | Vera         | Dirigido por Kunle Afolayan          | [ 27 ]        |
| 2022 | Woke                | —            | Dirigido por Abimbola Olagunju       | [ 28 ]        |
| 2022 | Luckily Unfortunate | —            | Dirigido por Eric Stephenson         | [ 29 ]        |
| 2023 | The Men's Club      | Catarina     |                                      | [ 30 ]        |

### Televisão
| Ano  | Título                      | Papel        | Notas                |
| ---- | --------------------------- | ------------ | -------------------- |
| 2015 | Desperate Housewives Africa | Rhetta Moore | Filme para televisão |
| 2017 | Fifty (50)                  | Adesuwa      | Filme para televisão |

### Vídeos musicais
| Ano  | Título       | Artista                 | Papel             | Ref.   |
| ---- | ------------ | ----------------------- | ----------------- | ------ |
| 2020 | "Target You" | 2face Idibia com Syemca | Interesse amoroso | [ 32 ] |
| 2014 | "Wildin"     | MMZY                    | Interesse amoroso | [ 33 ] |

## Prêmios e reconhecimento
| Ano  | Evento                                        | Prêmio                                                  | Resultado            |
| ---- | --------------------------------------------- | ------------------------------------------------------- | -------------------- |
| 2011 | Miss Nigeria Entertainment Canada             |                                                         | Primeira Vice-Campeã |
| 2015 | African Entertainment Awards Canada           | Melhor Ator                                             | Venceu               |
| 2015 | ELOY Awards                                   | Melhor Atriz em Série de TV Desperate Housewives Africa | Indicado             |
| 2015 | ELOY Awards                                   | Melhor Atriz em Série                                   | Indicado             |
| 2016 | Diaspora Entertainment Awards                 | Melhor Atriz                                            | Indicado             |
| 2018 | Starzz Awards                                 | Ator Criativo do Ano                                    | Venceu               |
| 2020 | Toronto Nollywood International Film Festival | Melhor Atriz Coadjuvante                                | Indicado             |

## Outros empreendimentos

### Filantropia
Apaixonada por altruísmo, as aspirações filantrópicas de Linda abriram caminho para sua LAO Foundation, sigla para Love and Oneness; uma ONG encarregada de erradicar a pobreza e o analfabetismo na Nigéria e na África em geral. Love and Oneness (LAO Foundation) fez doações de sete conjuntos de computadores ao Orfanato Little Saints, Shasha, Akowonjo, Lagos. Por ocasião da celebração do seu 31º aniversário, em 27 de julho de 2022, Linda Osifo comemorou o marco contribuindo generosamente com recursos educacionais de Tecnologia da Informação e Comunicação (TIC) para o Orfanato Living Fountain.